# Cranae
Cranae is een geslacht van rechtvleugeligen uit de familie veldsprinkhanen (Acrididae). De wetenschappelijke naam van dit geslacht is voor het eerst geldig gepubliceerd in 1878 door Stål.

## Soorten
Het geslacht Cranae omvat de volgende soorten:
- Cranae caprai Ramme, 1941
- Cranae emendata Brunner von Wattenwyl, 1898
- Cranae genjam Willemse, 1977
- Cranae glabra Willemse, 1977
- Cranae kuekenthali Brunner von Wattenwyl, 1898
- Cranae longipennis Willemse, 1977
- Cranae luctuosa Bolívar, 1923
- Cranae manokwari Willemse, 1977
- Cranae nigroreticulata Brunner von Wattenwyl, 1898
- Cranae patagiata Stål, 1878
- Cranae pictipennis Willemse, 1932
- Cranae rubra Willemse, 1977
- Cranae rufipes Ramme, 1941
- Cranae tibialis Brunner von Wattenwyl, 1898
- Cranae trivittata Willemse, 1922
- Cranae unistrigata Haan, 1842